# Linienspecht
Der Linienspecht (Dryocopus lineatus) ist eine Vogelart aus der Familie der Spechte (Picidae). Das große Verbreitungsgebiet der Art reicht von Mexiko über fast ganz Mittelamerika und große Teile des nördlichen Südamerikas bis Paraguay und bis in den Nordosten Argentiniens. Der Linienspecht bewohnt ein breites Spektrum feuchter, mittelfeuchter und halbtrockener Waldtypen, wobei offenere Bereiche wie Lichtungen, Waldränder und Sekundärwald insgesamt bevorzugt werden. Die Art besiedelt jedoch auch Kulturland wie schattige Gärten, Baumhaine und baumbestandene Wiesen. Die in allen Baumschichten vor allem an Stämmem und starken Ästen gesuchte Nahrung besteht aus Käfern und deren holzbewohnenden Larven, Ameisen und deren Brut sowie Raupen und auch den Eipaketen von Heuschrecken. Linienspechte fressen auch Samen und Früchte.
Die Art hat aufgrund ihrer Bevorzugung offenerer Habitate von der anhaltenden Waldzerstörung und -umwandlung profitiert und der Bestand gilt als zunehmend. Der Linienspecht wird von der IUCN daher als  (=least concern – nicht gefährdet) eingestuft.

## Beschreibung
Der Linienspecht ähnelt im Habitus dem auch in Mitteleuropa heimischen Schwarzspecht, ist jedoch erheblich kleiner und die Färbung weicht deutlich ab. Es sind je nach Unterart mittelgroße bis recht große Spechte mit einem langen und steifen Schwanz, der zur Spitze hin nach vorn gebogen ist, und einer ausgeprägten, nach hinten ausgezogenen Federhaube. Der Schnabel ist lang, meißelförmig zugespitzt und an der Basis breit. Der Schnabelfirst ist nach unten gebogen. Die Körperlänge beträgt 30–36 cm, das Gewicht 136–264 g; sie sind damit etwas größer als ein Grünspecht, aber etwa so schwer wie dieser. Die Art zeigt bezüglich der Färbung einen deutlichen Geschlechtsdimorphismus, Weibchen sind zudem etwas kleiner als die Männchen.
Bei Männchen der Nominatform Dryocopus l. lineatus sind die gesamte Oberseite des Rumpfes einschließlich der Oberschwanzdecken sowie die Oberflügeldecken und der Oberschwanz schwarz. Die Schulterfedern haben schwarze Innen- und weiße Außenfahnen, letztere bilden einen weißen Schulterstreif. Meist zeigt auch der Flügelbug ein weißliches Feld. Die Schwingen sind oberseits ebenfalls schwarz mit einem weißen Feld an der Basis der Innenfahnen; im frischen Gefieder weisen die Handschwingen zudem weiße Spitzen auf.
Die Brust ist schwarz, gelegentlich ist die Schwarzfärbung auch bis zum Bauch ausgedehnt. Meist sind Bauch, Flanken und Unterschwanzdecken jedoch auf gräulich beigem bis weißlichen Grund variabel bräunlich schwarz gebändert. Die Schwingen sind unterseits schwärzlich mit weißlichen Basen; die weißlichen oder hellbeigen Unterflügeldecken zeigen nicht selten einen kleinen schwarzen Fleck. Der Unterschwanz ist bräunlich schwarz.

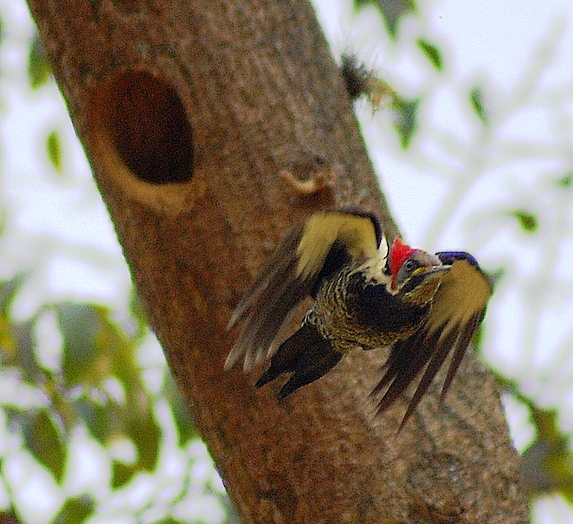
Weibchen der Unterart Dryocopus l. erythrops von Höhle abfliegend.

Die Stirn, Ober- und Hinterkopf sowie die lange Haube sind leuchtend rot, gelegentlich sind hier einige dunkelgraue Federbasen erkennbar. Die obere Zügelregion, der Bereich unter- und oberhalb des Auges sowie die Ohrdecken bis hin zum Nacken sind schwärzlich, selten ist ein schmaler, weißer, hinter dem Auge beginnender Augenstreif ausgebildet. Ein breites weißes Band zieht sich von der unteren Zügelregion zur hinteren, unteren Grenze der Ohrdecken und über die Halsseite bis zur oberen Brustseite. Der Bartstreif ist vorn überwiegend rot, weiter hinten schwarz. Er wird zu den hinteren Wangen hin breiter und läuft an der Halsseite hinunter bis zur Brustseite. Kinn und obere Kehle sind weiß und zeigen auf diesem Grund eine schwarze Strichelung in variabler Stärke.
Weibchen fehlt das Rot im Bartstreif und auch Stirn und vorderer Oberkopf sind einfarbig schwarz.
Der Schnabel ist grau bis grauschwarz mit hellerem Unterschnabel und meist dunkler Spitze. Beine und Zehen sind grau mit einem Grün-, Blau- oder Gelbton, manchmal auch mit einem Olivton. Die Iris ist weiß oder blass orange, der Augenring braun.

## Lautäußerungen
Häufigster Ruf ist eine laute, explosive, durchdringende und weittragende Reihe von etwa 30 Lauten wie „wicwic-wicwicwic..., wuk wuk wuk, äk-äk-äk..., kjah-jik-jik-jik“ oder „wiip wiip wiip“, die am Ende abfällt. Daneben sind unter anderem einzelne Rufe wie ein lautes und scharfes „pik“ sowie mit diesem Laut eingeleitete, rasselnde Rufe bekannt, die je nach Autor mit „kip-whurrr“, „pik-urrrr-r-r“, „ik-rrrrr“, „cuchrrrrrr“, „ch'whirrr“ oder „k'rroo“ umschrieben werden. Beide Geschlechter trommeln; eine Trommelstrophe beginnt mit fünf bis acht langsam aufeinanderfolgenden Schlägen, auf die ein langer, in der Schlagfrequenz ansteigender Trommelwirbel folgt.

## Verbreitung und Lebensraum
Das große Verbreitungsgebiet der Art reicht von Mexiko über fast ganz Mittelamerika und unter Aussparung der Hochlagen der Anden über große Teile des nördlichen Südamerikas bis Paraguay und bis in den Nordosten Argentiniens. Die Größe des Gesamtverbreitungsgebietes wird auf 13,8 Mio. km² geschätzt.
Der Linienspecht bewohnt ein breites Spektrum feuchter, mittelfeuchter und halbtrockener Waldtypen, wobei offenere Bereiche wie Lichtungen, Waldränder und Sekundärwald insgesamt bevorzugt werden. Die Art besiedelt jedoch auch Kulturland wie schattige Gärten, Baumhaine und baumbestandene Wiesen.

## Systematik

Verbreitungsgebiet des Linienspechts

Winkler et al. erkennen fünf jeweils recht variable Unterarten an:
- Dryocopus l. lineatus  (Linnaeus, 1766)[3] – Größter Teil des Verbreitungsgebietes; Mittelamerika von Costa Rica nach Süden und nördliches Südamerika. Die Unterart ist oben beschrieben. Für die Unterart ist jeweils eine leichte Größenabnahme im Südosten und im Norden des Areals zu verzeichnen. Die nördlichsten Populationen zeigen auf der Unterseite eine Tendenz zu mehr beige und zu einer unregelmäßigeren Bänderung, außerdem ist der Schnabel etwas heller.

- Dryocopus l. scapularis  (Vigors, 1829)[4] – Westen Mexikos. Kleiner als Nominatform und als Dryocopus l. similis, leichte Größenzunahme nach Norden. Abweichend von allen anderen Unterarten fehlt der weiße Kopf- und Halsseitenstreif oder ist nur ganz undeutlich ausgebildet. Der Schnabel ist hell.

- Dryocopus l. similis  (Lesson, RP, 1847)[5] – Vom Osten und Süden Mexikos nach Süden bis Costa Rica. Grundfarbe der Unterseite deutlich beige. Der Schnabel ist hell.

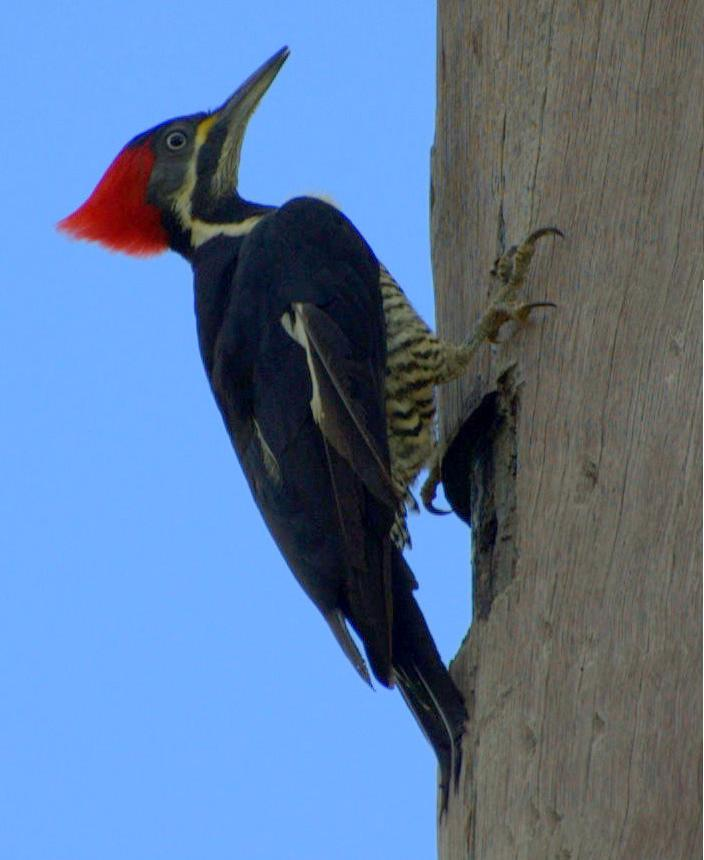
Weibchen der Unterart Dryocopus l. erythrops, hier ein Individuum mit fehlendem weißen Schulterstreif.

- Dryocopus l. erythrops  (Valenciennes, 1826)[6] – Süden des Verbreitungsgebietes, in Brasilien von Espírito Santo und São Paulo bis Rio Grande do Sul, außerdem Westen Paraguays und Nordosten Argentiniens. Größer als nördlich angrenzende Populationen der Nominatform. Bei Tieren im südlichen Areal der Unterart fehlt der durch die weißen Schulterfedern gebildete Schulterstreif. Bei nördlichen Tieren kann er vorhanden sein oder ebenfalls fehlen, wobei der Anteil der Vögel mit Streif mit zunehmender Annäherung an das Areal der Nominatform zunimmt. Ausnahmsweise kann der Schulterstreif auch nur teilweise vorhanden sein. Die Population in der Umgebung des Iguazu im Norden Argentiniens zeigt als Grundfarbe der Unterseite häufig viel Rotbraun. Der Schnabel ist dunkel.

- Dryocopus l. fuscipennis  Sclater, PL, 1860[7] – Äußerster Westen des Verbreitungsgebietes in Südamerika, Westen Ecuadors und Nordwesten Perus. Kleiner als Nominatform. Die bei anderen Unterarten schwarze Oberseite ist tiefbraun, die Brust aschgrau und die übrige Rumpfunterseite eher beige mit undeutlicher und unregelmäßiger brauner Bänderung. Die Kiele der Schwingen und der Steuerfedern sind hell, die äußeren Steuerfedern zeigen auf der Unterseite einen gelblich braunen Glanz. Der Schnabel ist dunkel.

Nach Winkler et al. bildet der Linienspecht eine Superspezies mit dem Helmspecht (Dryocopus pileatus) und dem Schwarzbauchspecht (Dryocopus schulzi).

## Lebensweise
Linienspechte werden meist als Paare mit Rufkontakt oder in Familiengruppen mit vier bis sechs Vögeln angetroffen. Die Nahrungssuche erfolgt in allen Baumschichten und meist an Stämmen und größeren Ästen, gelegentlich auch auf dem Boden. Linienspechte suchen dabei auch regelmäßig isoliert stehende Bäume in der offenen Landschaft auf.

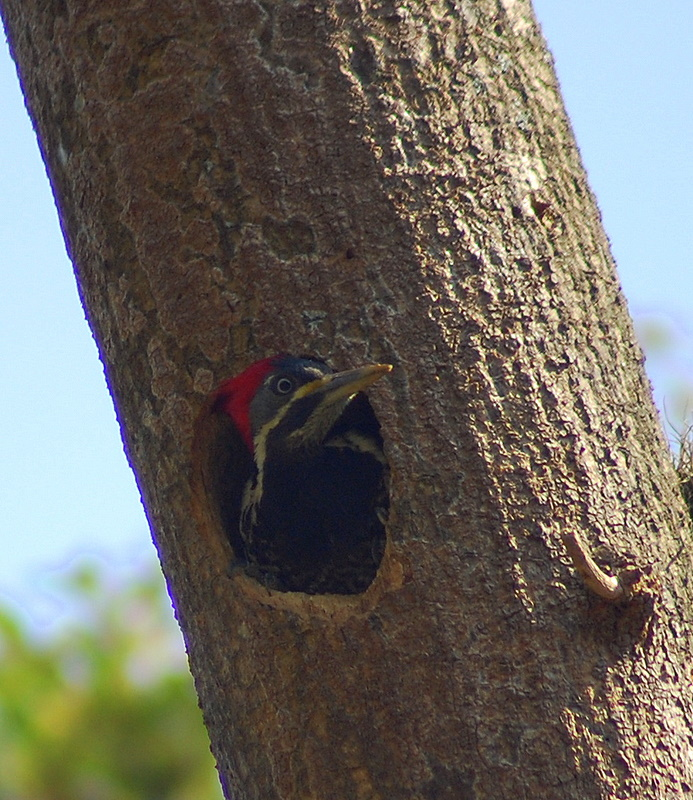
Weibchen in einer Höhle

Die Nahrung besteht aus Käfern und deren holzbewohnenden Larven, Ameisen und deren Brut sowie Raupen und auch den Eipaketen von Heuschrecken. Linienspechte fressen auch Samen und Früchte. Nahrungsobjekte werden vor allem durch Hämmern und Hacken und anschließendes Sondieren erlangt, wobei die Art tiefe Löcher in lebendes wie in verrottendes Holz schlägt. Diese Spechte schlagen auch regelmäßig Rinde von toten Stämmen und Ästen ab. Früchte werden auch in den Baumkronen von dünnen Zweigen abgelesen, auf dem Boden wird Laub mit dem Schnabel zur Seite geworfen.
Die Brutpaare leben ganzjährig zusammen. Die Brutzeit ist je nach Verbreitungsgebiet unterschiedlich. In Kolumbien brütet die Art am Ende der Trockenzeit im Januar und Februar, in Panama im März und April, in Belize im April und Mai und auf Trinidad und in Surinam von Februar bis April. Im südlichen Teil des Verbreitungsgebietes wird von Juli bis November gebrütet.
Die Höhle wird bevorzugt in Baumstümpfen mit geringem Durchmesser (18–23 cm) in 2 bis 27 m Höhe gebaut. Tukane sind wesentliche Konkurrenten bei der Besetzung von Höhlen. Die Gelege umfassen zwei bis drei Eier, die Jungvögel werden mit hervorgewürgter Nahrung gefüttert.

## Etymologie und Forschungsgeschichte
Die Erstbeschreibung des Linienspechts erfolgte 1766 durch Carl von Linné unter dem wissenschaftlichen Namen Picus lineatus. Als Verbreitungsgebiet gab er Cayenne an. 1826 führte Friedrich Boie die Gattung Dryocopus ein. Der Begriff leitet sich vom griechischen δρυς, δρυος drys, dryos für Baum und κοπος, κοπτω kopos, koptō für schlagend, schlagen ab. Der Artname »lineatus« leitet λινον linon bzw. lateinisch linea, linum ‚Linie, Flachs, Faden‘ ab. »Scapularis« hat seinen Ursprung in lateinisch scapulare, scapula ‚Schulterumhang, Mantel, Schulter‘, »similis« in lateinisch similis, simile ‚ähnlich‘, »erythrops« in ερυθρος erythros für rot und ωψ, ωπος ōps, ōpos für Auge und »fuscipennis« in lateinisch fuscus ‚dunkel, düster‘ und lateinisch -pennis, penna ‚geflügelt, Flügel‘. Bei Ceophloeus mesorhynchus Cabanis & Heine, 1863, Ceophloeus lineatus nuperus Peters, JL, 1930 und Ceophloeus lineatus improcerus Bangs & Penard, 1918 handelt es sich um ein Synonym für die Nominatform, bei Ceophloeus lineatus obsoletus Rossem, 1934 ein Synonym für D. l. scapularis und bei Ceophloeus erythrops fulcitus Peters, JL, 1926 ein Synonym für D. l.erythrops.  Alfred Laubmann zeigte auf, dass sich die Nominatform D.  l. improcerus praktisch nicht unterscheiden. D. l. erythrops sah Laubmann gar als eigene Art, obwohl nur die weiße Schulterzeichnung im Vergleich zur Nominatform fehlte. »Mesorhynchus« ist ein Wortgebilde aus μεσος mesos für mittig, Mitte und ῥυγχος rhynkhos für Schnabel. »Nuperus« leitet sich von lateinisch nuper, novus ‚vor kurzem, in letzter Zeit, neu‘, »improcerus« von lateinisch in- ‚nicht‘ und lateinisch procerus ‚groß‘, »obsoletus« von lateinisch obsolescere ‚schlicht, abgenutzt, vergessen‘ und »fulcitus« von lateinisch fulcire ‚unterstützen‘. Schließlich ist »petersi« James Lee Peters gewidmet.

## Bestand und Gefährdung
Gesicherte Angaben zur Größe des Weltbestandes sind nicht verfügbar, er wird von BirdLife International sehr grob auf 5 bis 50 Mio. Individuen geschätzt. Die Art hat aufgrund ihrer Bevorzugung offenerer Habitate von der anhaltenden Waldzerstörung und -umwandlung profitiert und der Bestand gilt als zunehmend. Der Linienspecht wird von der IUCN daher als ungefährdet („least concern“) eingestuft.

## Sonstige Weblinks
- Hylatomus lineatus in der Roten Liste gefährdeter Arten der IUCN 2024.2. Eingestellt von: BirdLife International, 2016. Abgerufen am 24. Dezember 2024.
- Linienspecht (Dryocopus lineatus) bei Avibase
- Dryocopus lineatus im Integrated Taxonomic Information System (ITIS)
- Linienspecht (Dryocopus lineatus) auf eBird.org
- xeno-canto: Tonaufnahmen – Linienspecht (Dryocopus lineatus)
- Lineated Woodpecker (Dryocopus lineatus) in der Encyclopedia of Life.  (englisch).